# カヴァルニャ
カヴァルニャ（伊: Cavargna）は、イタリア共和国ロンバルディア州コモ県にある、人口約200人の基礎自治体（コムーネ）。

## 地理

### 位置・広がり
コモ県北西部、ヴァル・カヴァルニャのコムーネ。県都コモから北へ31kmの距離にある。

#### 隣接コムーネ
隣接するコムーネは以下の通り。括弧内のCH-TIはスイス・ティチーノ州所属を示す。
- Bellinzona (CH-TI)
- Lugano (CH-TI)
- Ponte Capriasca (CH-TI)
- サン・ナッザーロ・ヴァル・カヴァルニャ
- ヴァル・レッツォ

### 地震分類
イタリアの地震リスク階級 (it) では、4 に分類される
。

## 行政

### 山岳部共同体
広域行政組織である山岳部共同体「ヴァッリ・デル・ラーリオ・エ・デル・チェレージオ山岳部共同体」 (it:Comunità montana Valli del Lario e del Ceresio) （事務所所在地: グラヴェドーナ・エドゥニーティ）を構成するコムーネの一つである。

### 分離集落
カヴァルニャには、以下の分離集落（フラツィオーネ）がある。
- Segalè, Mondrago, Vegna, Dosso-Finsuè, San Lucio